# Cracked Brain
Cracked Brain (с англ. — «Треснувший мозг») — четвёртый студийный альбом немецкой треш-метал-группы Destruction, выпущенный на Steamhammer в июне 1990 года. Это единственный альбом группы, в котором участвует Андре Гридер из Poltergeist, заменивший Марселя Ширмера, уволенного после первых сессий альбома. Также присутствует кавер на песню The Knack «My Sharona».

## Об альбоме
Запись Cracked Brain впервые началась в 1989 году, но прекратилась, когда Destruction уволили их вокалиста и басиста Марселя Ширмера. Гитарист Майк Зифрингер вспоминает: «Мы записали основные треки — ударные и риффы — в Union-Studios в Мюнхене, очень дорогом месте. Но „Шмир“ больше не был доволен музыкой, так что делать? Нам пришлось остановить запись и возвращаться домой, все были в бешенстве. Оглядываясь назад, я знаю, что мы приняли неправильное решение, мы недостаточно поговорили об этом. Мы не встречались годы после раскола.»
О процессе записи альбома Зифрингер рассказал: «Чтобы сэкономить немного денег, мы записали бас и вокал в Берлине на Sky Track. За столом стоял забавный парень по имени Герди, и это все, что я помню. Наконец, продюсер Гай Бидмид, Оли, Гарри и я свели все это в Мюнхене.» Destruction начали перезаписывать Cracked Brain вскоре после того, как наняли Андре Гридера из Poltergeist в качестве замены «Шмира». Барабанщик Оливер Кайзер вспоминал: «Андре был нашим давним другом — и до сих пор остается. Мы спросили его, не хочет ли он закончить Cracked Brain с нами, потому что нам понравился его мелодичный подход к трэшу, его стиль был немного Testament-овским, можно сказать. Мы знали, что никогда не будет другого „Шмира“, поэтому мы думали, что было бы лучше пойти в другом направлении с вокалом. Андре действительно проделал отличную работу над Cracked Brain.» Он добавил: «Когда Андре прилетел в Берлин для записи, у меня уже было все для него готово. Я пел ему песни, и он справился играючи».

## Список композиций
| №                   | Название                          | Длительность |
| ------------------- | --------------------------------- | ------------ |
| 1.                  | «Cracked Brain»                   | 3:37         |
| 2.                  | «Frustrated»                      | 3:33         |
| 3.                  | «SED (Socialists’ eternal death)» | 3:30         |
| 4.                  | «Time Must End»                   | 5:54         |
| 5.                  | «My Sharona» (кавер на The Knack) | 3:08         |
| 6.                  | «Rippin' You Off Blind»           | 5:26         |
| 7.                  | «Die a Day Before You’re Born»    | 4:13         |
| 8.                  | «No Need to Justify»              | 4:50         |
| 9.                  | «When Your Mind Was Free»         | 4:35         |
| Общая длительность: | Общая длительность:               | 38:59        |

## Участники записи
- Андре Гридер — вокал
- Майк Зифрингер — гитара, бас-гитара
- Гарри Вилкенс — гитара, бас-гитара
- Оливер Кайзер — ударные

Приглашенные музыканты
- Кристиан Эглер — бас-гитара (дополнительная)

Производство
- Андреас Маршалл — обложка
- Гай Бидмид — продюсер